# Rhea Woltman
Rhea Hurrle Woltman, née le 6 novembre 1928 et morte le 15 février 2021, est une pilote américaine qui faisait partie de Mercury 13,,,.

## Jeunesse
Woltman est née dans le Minnesota, troisième des six enfants d’Ellanora et Leo Hurrle, qui possédaient une ferme près de South Haven. Dès son plus jeune âge, Woltman a voulu voler.

## Carrière
Woltman travaillait au St. Cloud Teacher's College. Après quelques années à enseigner, elle a déménagé au Texas et a commencé une formation de pilote.
Son premier avion était un Piper J3. Elle passa du statut de pilote privé à celui de pilote commercial, ce qui lui a valu son poste d’instructrice de vol. Woltman a obtenu sa qualification d’avions de catégorie C pour les hydravions, ainsi que sa qualification de pilote de planeur. Elle a effectué des compétitions de vol, ainsi que l’un des vols les plus importants de l’époque pour les femmes, un vol en solo de Houston à Anchorage, dans un Piper Super Cub à flotteurs,. En tant que pilote d’affrètement, Woltman a survolé l'Amérique du Nord et a également participé aux compétitions de l'International Women's Air Race et de la Powder Puff.
En mars 1961, Woltman a commencé à s'entraîner en tant qu'astronaute. Elle a passé tous les tests physiques avec succès et a fait partie des First Lady Astronaut Trainees (FLAT). Lors des étapes suivantes, certains membres du Mercury 13 ont réalisé des essais plus avancés. Toutefois, puisque le projet fut annulé par la NASA, Woltman n'a jamais pu se rendre dans l'espace.
Elle a été l'une des 13 femmes à réussir tous les tests d'astronaute réalisés à la clinique Lovelace en 1961, faisant d'elle un membre du Mercury 13.
En mars 2014, Woltman prit sa retraite de pilote.
En 2007, l'Université du Wisconsin a décerné à Woltman et aux autres astronautes du Mercury 13 un doctorat honorifique en aéronautique, les honorant ainsi comme pionnières de l'histoire de l'aviation. En 2008, elle fut intronisée au Colorado Women's Hall of Fame (Temple de la renommée des femmes du Colorado).

## Après Mercury 13
Mercury 13 n’a jamais pu atteindre son objectif car le gouvernement américain a mis fin au programme des femmes astronautes sans qu'elles n'aient pu participer à une mission spatiale. Woltman a déménagé à Colorado Springs au début des années 1970, où elle s’est entraînée au planeur et au tractage pour les cadets de l'Air Force Academy, au port de planeurs de Black Forest. Woltman est également l’une des quelques parlementaires professionnels du pays, et travaille avec le conseil d’administration de grandes organisations telles que l’American Lung Association (en) et l’American Heart Association.